# Iolaus ertli
Iolaus ertli är en fjärilsart som beskrevs av Aurivillius 1916. Iolaus ertli ingår i släktet Iolaus och familjen juvelvingar. Inga underarter finns listade i Catalogue of Life.